# Anis Selmouni
Anis Selmouni (15 maart 1979) is een Marokkaanse atleet, die zich aanvankelijk vooral op de middellange afstand richtte. Later breidde hij zijn activiteiten uit naar de wegatletiek. Hij nam eenmaal deel aan de Olympische Spelen.

## Loopbaan
Selmouli nam in 2008 deel aan de Olympische Spelen in Peking, waarbij hij uitkwam op de 5000 m. Hierop strandde hij als achtste in zijn serie in 13.43,70. In 2009 veroverde hij de gouden medaille van 5000 m bij de Middellandse Zeespelen.

## Titels
- Middellandse Zeespelen - kampioen 2009 – 5000 m
- Marokkaans kampioen 5000 m - 2012
- Marokkaans kampioen 10.000 m - 2007

## Persoonlijke records
Baan
| Afstand     | Prestatie | Datum        | Plaats    |
| ----------- | --------- | ------------ | --------- |
| 800 m       | 1.54,7    | 3 juli 2010  | Oujda     |
| 1500 m      | 3.35,35   | 13 juli 2003 | Gateshead |
| 1 Eng. mijl | 3.52,66   | 1 juni 2003  | Hengelo   |
| 3000 m      | 7.39,01   | 18 juli 2010 | Tanger    |
| 5000 m      | 13.11,24  | 14 juni 2008 | Rabat     |
| 10.000 m    | 28.50,04  | 17 juni 2012 | Fez       |

Weg
| Afstand        | Prestatie | Datum             | Plaats    |
| -------------- | --------- | ----------------- | --------- |
| 10 km          | 28.15     | 10 maart 2013     | Taroudant |
| 10 Eng. mijl   | 49.22     | 22 september 2013 | Amsterdam |
| 20 km          | 1:03.15   | 29 september 2019 | Marrakesh |
| halve marathon | 1:00.20   | 8 juni 2014       | El-Jadida |
| marathon       | 2:16.06   | 29 januari 2017   | Marrakesh |

Indoor
| Afstand | Prestatie | Datum            | Plaats    |
| ------- | --------- | ---------------- | --------- |
| 1500 m  | 3.37,82   | 28 februari 2003 | Karlsruhe |